# Pagurus carolinensis
Pagurus carolinensis är en kräftdjursart som beskrevs av McLaughlin 1975. Pagurus carolinensis ingår i släktet Pagurus och familjen eremitkräftor. Inga underarter finns listade i Catalogue of Life.